# Afera Litijska
Afera Litijska (znana tudi kot Afera z nakupom sodne stavbe na Litijski cesti 51) je slovenska politična afera, ki se nanaša na domnevno sporen nakup nove sodne stavbe v Ljubljani za potrebe pravosodja za namen reševanja prostorske stiske. V ospredju afere so bila vprašanja o transparentnosti postopka, primernosti cene in interesnih povezavah med odločevalci ter prodajalci nepremičnine. 
Glavno vlogo pri razkritju afere so imeli mediji, konkretno novinarska ekipa oddaje Tarča na TV Slovenija in njena voditeljica Erika Žnidaršič.

## Časovnica
| Datum             | Dogodek                                     | Opis |
| ----------------- | ------------------------------------------- | --- |
| 5. december 2023  | Vloga Saše Jazbec                           | Državna sekretarka na ministrstvu za finance Saša Jazbec naj bi tistega dne prvič omenila možnost scenarija, da se stavbo kupi do konca leta 2023. |
| 18. december 2023 | Zavrnitev projekta                          | Na pobudo takratnega državnega sekretarja na ministrstvu za pravosodje Uroša Gojkoviča, ki naj bi se zavzemal za hiter nakup stavbe, je ministrica opis projekta posredovala finančnemu ministru Klemnu Boštjančiču. Ta naj bi ga takrat kategorično zavrnil. |
| 22. december 2023 | Sestanek glavnih akterjev                   | Na sestanku med takratno ministrico za pravosodje in ministrom za finance sta le ta dosegla konsenz in projektu prižgala zeleno luč. |
| 27. december 2023 | Vlada potrdi nakup                          | Na seji 27. decembra 2023 je Golobova vlada potrdila nakup poslovne stavbe na Litijski cesti 51 v Ljubljani, s čimer bi Ministrstvo za pravosodje pridobilo lastne poslovne prostore za potrebe Upravnega, Delovnega in socialnega ter Višjega delovnega in socialnega sodišča v Ljubljani. |
| 28. december 2023 | Podpis pogodbe o nakupu                     | Ministrica skupaj s prodajalcem podpiše pogodbo o nakupu na le 4 straneh, v njej prav tako ni bilo nikakršnih varovalk za kupca, prav tako je vsebovalo člen "videno-kupljeno". |
| 29. december 2023 | Nakazilo kupnine                            | Ministrstvo je prodajalcu Sebastjanu Vežnaverju nakazalo kupnino 7.690.350 evrov, a stavbe ob tem še ni prevzelo. |
| 5. januar 2024    | Prve omembe v medijih                       | Mediji so pričeli poročati o tem, da naj bi država (konkretno Ministrstvo za pravosodje) omenjeno stavbo preplačala. Razkrito je tudi, da je v stavbi leta 2017 gorelo. |
| 11. januar 2024   | Prva oddaja Tarče na temo nakupa stavbe     | V oddaji so novinarji Tarče z voditeljico Eriko Žnidaršič javnosti razkrili podrobnosti o tem, da je Ministrstvo za pravosodje v dogovoru z vlado in finančnim ministrom Klemnom Boštjančičem prodajalcu propadajoče in slabo vzdrževane stavbe na Litijski cesti Sebastjan Vežnaverju nakazalo kupnino v vrednosti 7.703.074,00 EUR, stavbe pa še ni prevzelo. V oddaji novinarska ekipa razkrije tudi, da je omenjeni prodajalec dotično stavbo leta 2019 na dražbi kupil za zgolj 1.7 milijona EUR. Novinarji so opozorili tudi na nasprotujoče si podatke iz 2 različnih cenitev, ki navajata tako različno vrednost kot tudi različno površino stavbe. Sodno zapriseženi cenilec Anton Rigler, ki je podpisan pod eno izmed cenitev (ki jo je naročil prodajalec) je v telefonskem pogovoru novinarju dejal, da cenitve pod katero je podpisan v resnici sploh ni opravil on, temveč sodno zaprisežena cenilka Breda Zorko, ki na vprašanja novinarjev ni želela odgovarjati. Takratna ministrica za pravosodje Dominika Švarc Pipan je v oddaji te navedbe slišala prvič. Posledično sta bili obe cenitvi deležni dvomov v njuno verodostojnost. |
| 11. januar 2024   | NPU                                         | Nacionalni preiskovalni urad nakup vzame pod drobnogled. |
| 15. januar 2024   | Možnosti razveljavitve nakupa               | Po več dneh pozivov in namigovanj, da naj ministrstvo najde način kako nakup preklicati, je postalo jasno da glede na podpisano pogodbo tega ne more storiti. |
| 18. januar 2024   | Druga oddaja Tarče na temo nakupa stavbe    | Oddaja je požela veliko zanimanja predvsem, ker je voditeljica Erika Žnidaršič oddajo vodila z gosti neposredno iz prizorišča - torej iz stavbe na Litijski. V oddaji sta med drugim nastopili takratna ministrica za pravosodje Dominika Švarc Pipan (ki je stavbo tisti dan v živo videla prvič), ter odvetnica prodajalca Sebastjana Vežnaverja Nina Zidar Klemenčič (za katero se je ugibalo da je s poslom zaslužila milijonsko provizijo, a teh navedb ni nikoli potrdila ali zanikala). Kamere so posnele skrb vzbujajoče stanje propadajoče stavbe in vzbudila pomisleke o smotrnosti nakupa, sploh glede na to da ima stavba v sredini velik atrij, ki je za potrebe sodstva popolnoma neuporaben. |
| 19. januar 2024   | Razrešitev državnega sekretarja             | Vlada je razrešila državnega sekretarja na ministrstvu za pravosodje Uroša Gojkoviča. |
| 23. januar 2024   | Prijava na KPK                              | Na komisiji za preprečevanje korupcije prejmejo prijavo glede domnevnega spornega nakupa stavbe. |
| 25. januar 2024   | Tretja oddaja Tarče na temo nakupa stavbe   | Poslanci Socialnih demokratov naj bi po neuradnih informacijah ministrici soglasno odrekli podporo. Izključena naj bi bila tudi iz komunikacijskih kanalov stranke. Po ocenah naj bi bila obnova, ki jo stavba potrebuje težka med 7,5 in 10 milijoni EUR. V oddaji ministrica ni nastopila, neuradno zato ker naj bi ji v tistem obdobju umrl oče. Posledično je zaradi tega v znak človečnosti Slovenska demokratska stranka umaknila interpelacijo o delu ministrice, ki jo je predhodno vložila proti njej. V oddaji je nastopil minister za finance, v imenu socialnih demokratov pa Matjaž Han, takratni minister za gospodarstvo. |
| 29. januar 2024   | Ministrico matična stranka pozove k odstopu | Po sestanku ministrov, predsednice in vrha matične stranke ministrice Socialnih demokratov, so ti ministrico soglasno pozvali k odstopu. Ministrica je dejala, da odstopiti ne namerava, saj da bi s tem zadevo pometla pod preprogo. |
| 31. januar 2024   | Ministričine hude obtožbe                   | Ministrica je skupino svojih sodelavcev na ministrstvu iz vrst stranke SD obtožila organiziranega kriminala. Prav tako je generalnega sekretarja SD Klemna Žiberta obtožila poskusov vpliva na izbor notarjev in na dotični nakup. |
| 1. februar 2024   | Tretja oddaja Tarče na temo nakupa stavbe   | Napetosti med ministrico in njeno matično stranko naraščajo. Ministrica je razkrila, da naj bi glavni akterji v aferi, med drugim Igor Šoltes, Uroš Gojkovič in Simon Starček tik po prvi tarči na temo afere, zamenjali svoje mobilne telefone. To je v javnosti podžgalo ugibanja, da je v afero bolj kot ministrica sama vpletena njena matična stranka. V istem času je telefon menjal tudi Klemen Žibert, takratni generalni sekretar stranke SD. Oddaja je osredotočena na njegovo vlogo in paniki v 2. največji vladni stranki, ki želi ministrico čim prej spraviti s položaja. |
| 5. februar 2024   | Ministrica ponudi odstop predsedniku vlade  | Po večernem sestanku dne 5. februarja 2024 je ministrica predsedniku vlade ponudila svoj odstop. |
| 6. februar 2024   | PV sprejme odstop                           | Predsednik vlade je naslednjega dne sporočil, da bo odstop sprejel. Odstopno izjavo je v Državni zbor poslal 15. februarja 2024, poslanci so se z odstopom seznanili na izredni seji dan kasneje 16. februarja. |
| 12. februar 2024  | Izstop Dominike Švarc Pipan                 | Švarc Pipan je 12. februarja 2024 po tem, ko ni bila vabljena ne na konferenco, ne na predsedstvo stranke, izstopila iz Socialnih demokratov. |

## Dogajanje po aferi
Za vzdrževanje kupljene stavbe (ki vključuje postavitev ograje, vzpostavitev sistema varovanja, čiščenje in nujna vzdrževalna dela) je od prevzema stavbe pa do januarja 2025 (torej v enem letu) država namenila skoraj 70.000 EUR.